# Pooler
Pooler é uma cidade localizada no estado americano de Geórgia, no Condado de Chatham.

## Demografia
Segundo o censo americano de 2000, a sua população era de 6239 habitantes.
Em 2006, foi estimada uma população de 11.782, um aumento de 5543 (88.8%).

## Geografia
De acordo com o United States Census Bureau tem uma área de 74,7 km², dos quais 74,2 km² cobertos por terra e 0,5 km² cobertos por água.

## Localidades na vizinhança
O diagrama seguinte representa as localidades num raio de 20 km ao redor de Pooler.